# Тихомировка (Томская область)
Тихомировка — деревня в Асиновском районе Томской области России. Входит в состав Большедороховского сельского поселения.

## География
Деревня находится в южной части Томской области, в пределах юго-восточной части Западно-Сибирской равнины, на правом берегу реки Итатки, на расстоянии примерно 4 километров (по прямой) к юго-западу от города Асино, административного центра района. Абсолютная высота — 115 метров над уровнем моря.

## История
Деревня была основана в 1894 году.
В 1911 году в посёлке Тихомировский, относившейся к Ново-Кусковской волости Томского уезда, имелось 89 дворов и проживало 757 человек (370 мужчин и 387 женщин). Действовали сельское училище, хлебозапасный магазин, мелочная лавка и две водяные мукомольные мельницы.

По данным 1926 года в деревне Тихомировская имелось 193 хозяйства и проживало 1070 человек (в основном — русские). Функционировала школа I ступени. В административном отношении Тихомировская являлась центром сельсовета Ново-Кусковского района Томского округа Сибирского края.

## Население
| 1926 | 1939 | 1959 | 1970 | 1979 | 1989 | 2002 |
| ---- | ---- | ---- | ---- | ---- | ---- | ---- |
| 1070 | ↘607 | ↘602 | ↘460 | ↘290 | ↘281 | ↘157 |
| 2010 | 2012 | 2013 | 2014 | 2015 | 2019 | 2021 |
| ↘107 | ↘102 | ↘100 | ↘82  | ↗88  | ↘86  | ↗175 |

Гендерный состав
По данным Всероссийской переписи населения 2010 года в гендерной структуре населения мужчины составляли 54,2 %, женщины — соответственно 45,8 %.
Национальный состав
Согласно результатам переписи 2002 года, в национальной структуре населения русские составляли 95 % из 157 чел.

## Инфраструктура
В деревне функционирует фельдшерско-акушерский пункт.

## Улицы
Уличная сеть деревни состоит из одной улицы (ул. Береговая).